# حافة الماء (رواية)
حافة الماء (بالصينية: 水滸傳) هي رواية صينية منسوبة إلى شي ناي آن، تعد واحدة من الروايات الكلاسيكية الكبرى الأربع في الأدب الصيني. كُتبت الرواية باللغة الصينية الدارجة وليس بالصينية الكلاسيكية.
تدور أحداث الرواية في عهد أسرة سونغ، وتروي كيف تجمع 108 من الخارجين على القانون عند جبل ليانغ (أو مستنقع ليانغ) ليؤلفوا جيشًا ذا عدد، قبل أن تمنحهم الحكومة فيما بعد عفوًا وترسلهم في حملة لمقاومة غزاة أجانب وقمع متمردين.

## روابط خارجية
- حافة الماء على موقع الموسوعة البريطانية (الإنجليزية)